# USB video device class
L'USB video device class (aussi appelé USB video class abrégé en UVC) est un protocole de gestion de périphériques électroniques vidéo via les ports de type USB. Il permet de gérer les flux vidéo dans différents encodages, les images fixes, ainsi que le contrôle des appareils qui le permettent.
La dernière révision des spécifications de l'USB video class est la version numéro 1.5, et a été définie par l'USB Implementers Forum.

## Périphériques

### Webcams
Les webcams ont été les premiers périphériques à utiliser le standard UVC. Les webcams doivent respecter la norme UVC pour être autorisées à apposer le logo Windows Vista.

## Support des systèmes d'exploitation

### Windows
Windows XP propose un support basique de l'USB video device class depuis le Service Pack 2. Cependant, la plupart des fabricants fournissent leurs propres pilotes adaptés aux capacités du produit en question.
Windows Vista apporte la gestion native de l'UVC grâce à un pilote inclus.

### Linux
L'USB video class est supporté par Linux grâce au driver Linux pour l'UVC. Tout n'est cependant pas totalement opérationnel, l'effort s'est principalement porté sur les webcams.
Le driver est intégré au noyau depuis la version 2.6.26.

### Mac OS X
Mac OS X gère l'UVC de façon native grâce à un driver UVC intégré depuis la version 10.4.3, ainsi que la compatibilité avec iChat depuis la version 10.4.9.

### PlayStation 3
La PlayStation 3 aussi amène son support des webcams compatibles UVC avec la version 1.54 de son firmware.

### Solaris
Solaris possède de même un support pour les webcams uvc sous forme d'un driver pour OpenSolaris. Le driver est intégré à Solaris Express depuis la version 56.